# تاديوس مازوفيتسكي
تاديوس مازوفيتسكي ((بالبولندية: Tadeusz Mazowiecki)) (مواليد 18 أبريل 1927 في بوتسك - 28 أكتوبر 2013)، هو كاتب صحفي وناشط خيري وسياسي بولندي. وكان سابقاً أحد قادة حركة تضامن البولندية. ويُعتبر أول رئيس وزراء بولندي غير شيوعي منذ سنة 1946.

## روابط خارجية
- تاديوس مازوفيتسكي على موقع الموسوعة البريطانية (الإنجليزية)
- تاديوس مازوفيتسكي على موقع مونزينجر (الألمانية)